# 中国兄弟连

《中国兄弟连》是宁海强执导，辛柏青等参演的电视剧，2007年出品，共30集，该作品主要讲述两支军队员因为一些原因而合作，最后大部分相继牺牲的故事，该作品因为一些镜头而受到争议。

## 剧情简介
由于国民党军队情报部门被日军包围，于是国民党派一支军队去支援，但是当他们找到了情报部门主任的时候，却发现她已经被新四军所救。
不过因为当时的日军围剿，于是这只国民党军队决定和搭救过情报部门主任的新四军合作。
虽说之后他们在之后闹了一些矛盾，但是他们还是共同抗击日军，并且在最后除了情报部门主任和一个士兵之外，全部牺牲……

## 演员表
- 于震 饰 曲虎
- 辛柏青 饰 袁学勇
- 韩雯雯[3] 饰 苏白
- 宋运成 饰 宋雨亭
- 常铖 饰 林云
- 李嘉明 饰 毛猴
- 杨涵斌 饰 池国秀
- 赵中华 饰 盒子赵
- 周岚 饰 唐雪容
- 苏芸盟 饰 墩子

## 音乐原声
- 片尾曲
  - 曲名：《好兄弟》
  - 演唱：腾格尔[4]

## 所获奖项
- 在2008年，该作在首届电视剧导演委员会表彰大典中，获得2008年优秀电视剧奖。

## 相關連結
- 豆瓣电影上《中国兄弟连》的資料 （简体中文）